# Université André-Salifou

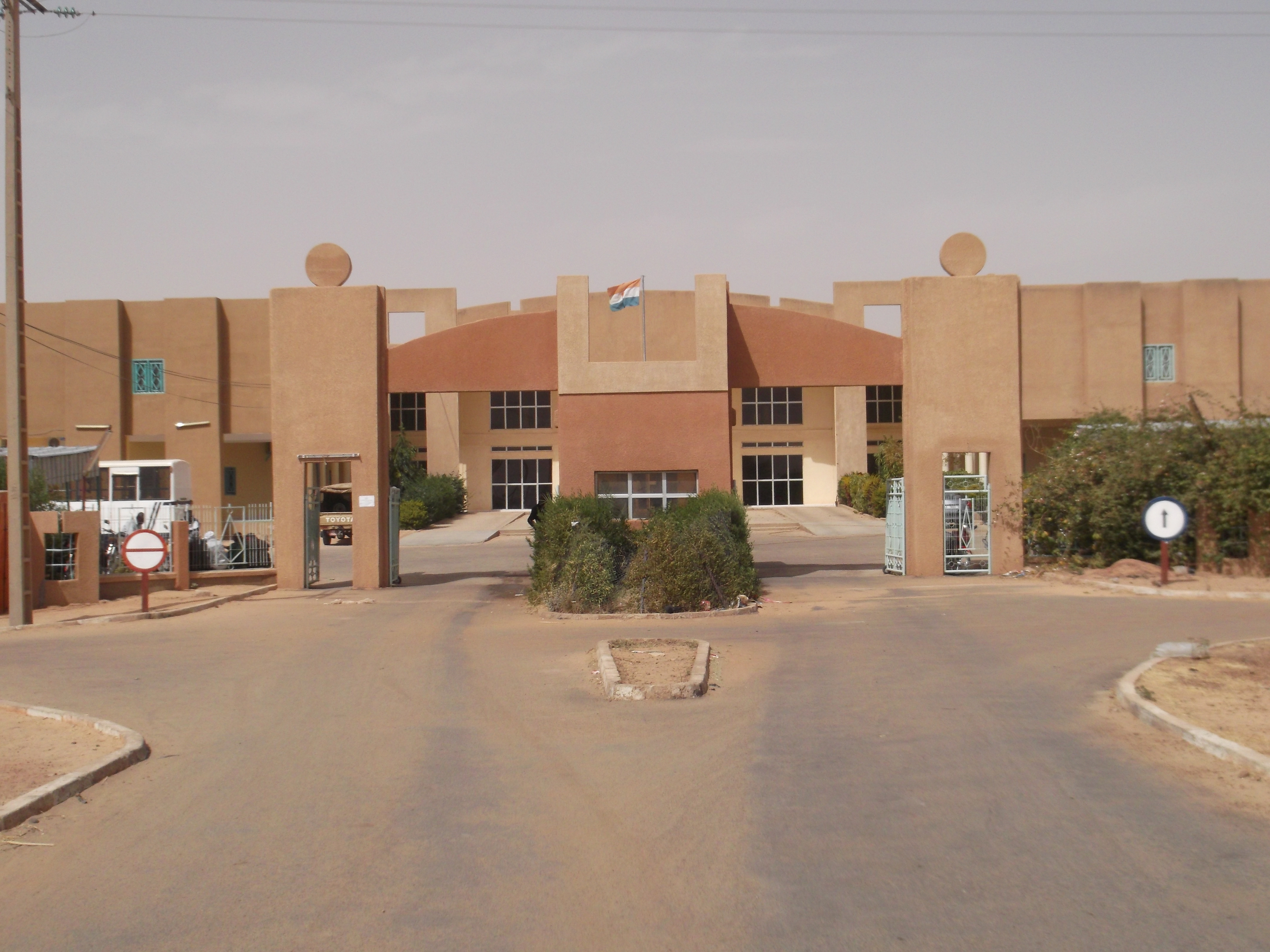
Université André-Salifou.

L'université André-Salifou est implantée dans la capitale du Damagaram (Zinder) et est l'une des huit universités publiques nigériennes.

## Historique
L'université André-Salifou (UAS) de Zinder est une université créée par l'ordonnance no 2010-042 du 1er juillet 2010 et modifiée par l'ordonnance no 2010-081 du 9 décembre 2010. Elle se situe à Zinder (Damagaram) à environ 1 000 km à l'est de Niamey la capitale politique du Niger.
Elle est composée d'un institut universitaire de technologie (IUT/UZ) qui a ouvert ses portes en octobre 2008, d'une faculté des lettres et des sciences humaines (FLSH) en décembre 2011, d'une faculté de Sciences de la Santé (FSS) ouverte en décembre 2013, d'une faculté de Sciences et Techniques et d'une faculté de Sciences de l'Éducation (FSE) toutes les deux ouvertes en octobre 2014.
Depuis septembre 2023, le recteur de l'université est Aboubacar Zakari.

## Institut universitaire de technologie de Zinder
L’IUT de Zinder a vu le jour le 28 octobre 2008, avec un effectif de 25 étudiants, l’IUT compte en 2014-2015 quatre cent quatorze (414 ) étudiants repartis dans ses six départements encadrés par 29 enseignants technologues permanents.
Les différentes filières sont:
Pour le diplôme universitaire de technologie (DUT) :
- Aménagement du Territoire et Urbanisme (A.T.U),
- Assistant de direction (A.D),
- Gestion Logistique et Transport (G.L.T),
- Topographie (Topo).
- Hygiène, Sécurité et Environnement (H.S.E)
- Technologie en Génie Pétrolier (T.G.P)

Pour la licence professionnelle  (LP) :
- Aménagement du territoire et Développement local,
- Gestion urbaine,
- Aménagement du territoire et Géomatique.
- Management de la chaine logistique
- Distribution et transports internationaux
- Gestion des ressources humaines
- Assistanat administrative
- Topographie route
- SIG
- Raffinage
- Exploration

## Faculté des lettres et des sciences humaines
La FLSH a ouvert ses portes en décembre 2010 avec un effectif de 136 étudiants repartis. Elle compte, en 2014-2015, 1483 étudiants et 25 enseignants-chercheurs permanents.
Les filières de formation à la faculté des lettres et des sciences humaines (FLSH) sont :
- Anglais,
- Géographie,
- Sociologie,
- Philosophie, Culture et Communication,
- Lettres, Art et communication.

## Faculté des sciences de la santé
La Faculté des Sciences de la Santé a ouvert ses portes en décembre 2013 avec un effectif de 175 étudiants .
Actuellement, elle compte six niveaux :
- EM1 (étude médicale première année)
- EM2 (études médicales deuxième année)
- EM3
- EM4
- EM5
- EM6

## Faculté de Sciences et Techniques
Elle est ouverte en 2014-2015 avec une seule section : la section biologie, géologie et environnement. Elle compte ouvrir en 2015-2016 la section mathématiques-physique-chimie.

## Faculté de Sciences de l'Éducation
- Ministère des Enseignements secondaires, supérieurs et de la Recherche scientifique du Niger (MESSRS)